# Oznice
Oznice település Csehországban, Vsetíni járásban. Oznice Jarcová, Branky, Podolí, Police, Mikulůvka és Poličná településekkel határos. Lakosainak száma 506 fő (2024. január 1.).

## Népesség
A település lakosságának változását az alábbi diagram mutatja:
| Lakosok száma | 449  | 502  | 489  | 439  | 368  | 366  | 446  | 485  | 490  | 506  |
|               | 1869 | 1890 | 1921 | 1950 | 1980 | 2001 | 2017 | 2019 | 2022 | 2024 |